# Tarik Abtout
Tarik Abtout (* 1972) ist ein ehemaliger algerischer Skirennläufer.

## Werdegang
Abtout war 1997 bei den alpinen Skiweltmeisterschaft im italienischen Sestriere Mitglied des fünfköpfigen algerischen Teams. Er ging im Riesenslalom an den Start und belegte unter 58 gewerteten Fahrern den letzten Platz. In beiden Läufen erzielte er die schlechteste Laufzeit.